# Đỗ Viết Toản
Đỗ Viết Toản (sinh 1964)  là một sĩ quan cấp cao của Quân đội nhân dân Việt Nam, hàm Trung tướng, Phó Giáo sư, Tiến sĩ. Ông nguyên là Phó Bí thư Đảng ủy, nguyên Hiệu trưởng Trường Đại học Trần Quốc Tuấn, nguyên Sư đoàn trưởng Sư đoàn 312, Quân đoàn 1 (2012–2013).

## Thân thế và sự nghiệp
Ông sinh năm 1963 quê tại Đội 10, thôn Mạn Xuyên, xã Tứ Dân, huyện Khoái Châu, tỉnh Hưng Yên.
Năm 1981, Thi đỗ Trường Sĩ quan Pháo Binh
Năm 1985, Tốt nghiệp Trường Sĩ quan Pháo Binh , hàm Trung úy
Năm 1985, đi biên giới chiến tranh xung đột với Trung Quốc.
Năm 1986, được điều động biên chế vào Sư đoàn 312 giữ chức vụ Đại đội trưởng
Năm 1988, được bổ nhiệm giữ chức vụ Phó Tiểu đoàn trưởng
Năm 1991, được bổ nhiệm giữ chức vụ Tiểu đoàn trưởng
Năm 1995, được bổ nhiệm giữ chức vụ Trợ lý Ban Tác chiến, Phòng Tham mưu, Sư đoàn 312
Năm 1997, được bổ nhiệm giữ chức vụ Trưởng ban tác chiến, Phòng Tham mưu, Sư đoàn 312.
Năm 2000, đi học chỉ huy tham mưu cấp Trung, Sư đoàn tại Học viện Lục quân
Năm 2003, học xong giữ lại làm giảng viên tại Học viện Lục quân
Năm 2009, bổ nhiệm giữ chức vụ Sư đoàn phó Sư đoàn 312, Quân đoàn 1.
Năm 2012, bổ nhiệm giữ chức Sư đoàn trưởng Sư đoàn 312, Quân đoàn 1.
Năm 2013, được bổ nhiệm làm Hiệu trưởng Trường Đại học Trần Quốc Tuấn, Phó Bí thư Đảng ủy Nhà trường
Thiếu tướng (2013), Trung tướng (2017)
Tháng 8 năm 2024, ông nghỉ hưu theo chế độ, thôi giữ chức vụ Hiệu trưởng trường sĩ quan Lục quân 1 và bàn giao cho Đại tá Nguyễn Trung Hiếu.

## Lịch sử thụ phong quân hàm
| Năm thụ phong | 1985                                         | 1988                                                | 1991                                      | 1995                                    | 1999                                                 | 2003                                      | 2007                                             | 2013                                            | 2017                                                 |
| ------------- | -------------------------------------------- | --------------------------------------------------- | ----------------------------------------- | --------------------------------------- | ---------------------------------------------------- | ----------------------------------------- | ------------------------------------------------ | ----------------------------------------------- | ---------------------------------------------------- |
| Quân hàm      | Tập tin:Vietnam People's Army Lieutenant.jpg | Tập tin:Vietnam People's Army Senior Lieutenant.jpg | Tập tin:Vietnam People's Army Captain.jpg | Tập tin:Vietnam People's Army Major.jpg | Tập tin:Vietnam People's Army Lieutenant Colonel.jpg | Tập tin:Vietnam People's Army Colonel.jpg | Tập tin:Vietnam People's Army Senior Colonel.jpg | Tập tin:Vietnam People's Army Major General.jpg | Tập tin:Vietnam People's Army Lieutenant General.jpg |
| Cấp bậc       | Trung úy                                     | Thượng úy                                           | Đại úy                                    | Thiếu tá                                | Trung tá                                             | Thượng tá                                 | Đại tá                                           | Thiếu tướng                                     | Trung tướng                                          |